# Coreus marginatus
Coreus marginatus је врста стенице из породице Coreidae. 

## Распрострањење
Распрострањена је широм Европе, Азије и Северне Африке. Карл Лине је првобитно описао врсту из Европе са само једним примерком који је имао специфични локалитет у Енглеској. Тренутно распрострањење је обимно и обухвата: Европу од Португала до Финске, Азију од Русије до Кине и Африку, Алжир. Често се налази у густој вегетацији, као што је жива ограда. 
У Србији је широко распрострањена, среће се од низијских подручја до висина до 1700 метара надморске висине.

## Таксономија
Ова врста је прва међу стеницама, коју је формално описао у научној литератури шведски биолог Карл Лине 1758. године, под именом Cimex marginatus. У род Coreus пренео врсту је пренео дански зоолог Johan Fabricius 1794. године. Има бројне синониме.
Специфични епитет маргинатус се односи на истакнуте ивице абдомена.

## Опис
Глава, пронотум и абдомен одрасле јединке су црвенкасте-браон боје. Антене се састоје од четири сегмента, црвено-наранџасте боје, осим последњег сегмента који је црне боје. Између антена су две мале избочине које се могу користити за разликовање ове врсте од других сличних врста. Скутелум је јасно видљив. Ивица абдомена је светлије боје. Одрасле јединке су дугачке од 13-15 мм, мужјаци су обично мањи од женки, али имају дуже антене.
Младе нимфе изгледају другачије од одраслих јединки. Имају несразмено дуге антене у поређењу са величином њиховог тела, мање уједначене боје. Старије нимфе изгледају слично као одрасле јединке, али немају развијена крила.
Као и друге врсте из породице Coreidae, Coreus marginatus има мирисне жлезде са малим порама на средини груди које ослобађају јаке, иритантне, испарљиве одбрамбене хемикалије када су узнемирене. Хемијских састав секрета је сличан код мужјака и женки. Код женки најзаступљеније хемијско једињење је хексанска киселина, док је код мужјака стеаринска киселина.

## Животни циклус
Као и код других врста из породице Coreidae, животни циклус се састоји од јајета праћеног са пет узаступних нимфалних стадијума. Врста презимљава као одрасла јединка и пари се у типичном положају стеница, полагање великих јаја смеђе боје се између краја маја и почетка јула. Јајима се потребно око 3 до 4 недеље да се излегну. Младе нимфе се хране лишћем и стабљикама, док се старије нимфе, као и одрасли хране семеном. Нимфе сазревају у одрасле јединке од августа.

## Исхрана
C. marginatus је биљојед и храни се биљкама из различитих породица - Polygonaceae, Asteraceae, Rosaceae. Познато је да се одрасле јединке хране малином, огрозом и понекада црном рибизлом.

## Синоними
- Cimex marginatus Linnaeus, 1758

## Галерија
- Одрасла јединка
- Одрасла јединка
- Парење
- Старија нимфа која има сличну боју као одрасла јединка
- Нимфа бледе боје, која указује на недавно пресвлачење